# Національний музей Республіки Адигея
Національний музей Респу́бліки Адиге́я — музей у місті Майкоп; створений як Адизький історико-етнографічний музей в місті Краснодарі в 1926 році за ініціативою Товариства вивчення Адигейської автономної області. Засновником, першим директором і єдиним співробітником до 1935 р. був Ібрагім Асланбекович Наврузов. Єдиний музей в Росії, в якому існує сектор адизької діаспори, який займається вивченням життя адигів (черкесів), які проживають за кордоном, зібрано близько 1500 од. зберігання з історії адигів, які проживають за кордоном. Має філію — Літературний музей ім. Т. Керашева. Учасник акції «Ніч музеїв».

## Історія музею
Адигейський музей довгий час не мав постійної адреси — з 1929 року розміщувався в місті Краснодарі. З перенесенням столиці Адигейської автономної області в 1936 році в м. Майкоп, в 1938 році музей (тоді «Адигейський обласний краєзнавчий»), переїхав у новий адміністративний центр. У його склад увійшов Майкопський районний музей природи (створений у 1909 р.).
В травні 1950 р. музей розташувався у новому будинку по вул. Першотравневій і в 1954 р. прийняв перших відвідувачів. 23 березня 1993 р. постановою Уряду Республіки Адигея музей перетворений у Національний музей Республіки Адигея, при цьому музей перемістився в спеціально побудований будинок.
У травні 2001 року відкриваються два зали етнографічної експозиції «Культура і побут адигів в кінці XVIII — початку XIX ст.», що послужило початком будівництва експозиції музею.
До 15-річчя утворення Республіки Адигея (5 жовтня 2006 року) відбулося відкриття експозиційного залу археології Національного музею Республіки Адигея «Епоха ранньої бронзи на території Республіки Адигея». В рамках цієї події за ініціативи Міністерства культури Республіки Адигея з Державного музею антропології та етнографії ім. Петра Великого (Кунсткамера) РАН у Національний музей Республіки Адигея транспортований фрагмент плити з піктографічним написом, знайдений в XII—XIII століттях при розкопках на Майкопському кургані.
На сьогоднішній день у фондах Національного музею зберігаються унікальні колекції, які налічують понад 270 тис. предметів. Це колекції одягу, музичних інструментів, порцеляни, дорогоцінного каміння, монет тощо. Є скульптура, графіка, образотворче мистецтво XX—XXI століть, декоративно-ужиткове мистецтво та мистецтво країн Сходу, природничі, історико-побутові та етнографічні колекції та багато іншого.

## Виставкові площі і колекції
Площі музею: експозиційно-виставкова — 2130 м², тимчасових виставок — 150 м², фондосховищ — 750 м², паркова — 1,5 га.
Всього експонатів — 269 275, з них 208 725 предметів основного фонду.
Кількість співробітників: 80, з них 47 наукових.

## Видання музею
- Сборник материалов, научных статей Национального музея Республики Адыгея. Вып. I / ред. коллегия: Гаража Н. А., Джигунова Ф. К., Шовгенова Н. З. — Майкоп: Издатель А. А. Григоренко, 2010. — 152 с.
- Каталог "Выставка изобразительного искусства профессиональных художников и мастеров декоративно-прикладного искусства «Мир Адыгов». — Майкоп, 2004.